# Ophrys emmae
Ophrys emmae là một loài thực vật có hoa trong họ Lan. Loài này được G.Keller ex H.Wettst. mô tả khoa học đầu tiên năm 1970.